# 伯恩斯維爾鎮區 (北卡羅萊納州安森縣)
伯恩斯維爾鎮區（英語：Burnsville Township）是位於美國北卡羅萊納州安森縣的一個鎮區。

## 地方資料
伯恩斯維爾鎮區的面積為126.65平方千米，皆為陸地。根據2020年美國人口普查的數據，當地共有人口1354人，而人口密度為每平方千米10.69人。